# Stepin Fetchit
Stepin Fetchit, nato Lincoln Theodore Monroe Andrew Perry (Key West, 30 maggio 1902 – Los Angeles, 19 novembre 1985), è stato un attore statunitense.

## Premi e riconoscimenti
Per il suo contributo all'industria cinematografica, a Stepin Fetchit venne assegnata una stella sulla Hollywood Walk of Fame al 1751 di Vine Street.

## Filmografia

### Cinema
- The Mysterious Stranger, regia di Jack Nelson (1925)
- In Old Kentucky, regia di John M. Stahl (1927)
- Il veliero del diavolo (The Devil's Skipper), regia di John G. Adolfi (1928)
- Nameless Men, regia di Christy Cabanne (1928)
- The Tragedy of Youth, regia di George Archainbaud (1928)
- The Kid's Clever, regia di William James Craft (1929)
- The Ghost Talks, regia di Lewis Seiler (1929)
- Hearts in Dixie, regia di Paul Sloane (1929)
- Mississipi (Show Boat), regia di Harry A. Pollard (1929)
- I volti della verità (Thru Different Eyes), regia di John G. Blystone (1929)
- Parigi che canta (Innocents of Paris), regia di Richard Wallace (1929)
- Follie del giorno (Fox Movietone Follies of 1929), regia di David Butler (1929)
- Saluto militare (Salute), regia di John Ford (1929)
- Il ritorno (Big Time), regia di Kenneth Hawks (1929)
- Carnevale romantico (Cameo Kirby), regia di Irving Cummings (1930)
- The Big Fight, regia di Walter Lang (1930)
- Il trapezio della morte (Swing High), regia di Joseph Santley (1930)
- La fuerza del querer, regia di Ralph Ince (1930)
- A Tough Winter, regia di Robert F. McGowan - cortometraggio (1930)
- The Prodigal, regia di Harry A. Pollard (1931)
- Wild Horse, regia di Sidney Algier e Richard Thorpe (1931)
- The Galloping Ghost, regia di B. Reeves Eason (1931)
- Neck and Neck, regia di Richard Thorpe (1931)
- Slow Poke, regia di Sig Herzig - cortometraggio (1933)
- Joanna (Carolina), regia di Henry King (1934)
- David Harum, regia di James Cruze (1934)
- Il trionfo della vita (Stand Up and Cheer!), regia di Hamilton MacFadden (1934)
- Il mondo va avanti (The World Moves On), regia di John Ford (1934)
- Il giudice (Judge Priest), regia di John Ford (1934)
- Marie Galante, regia di Henry King (1934) - non accreditato
- Bachelor of Arts, regia di Louis King (1934)
- Helldorado, regia di James Cruze (1935)
- The County Chairman, regia di John G. Blystone (1935)
- Ritornerà primavera (One More Spring), regia di Henry King (1935)
- Il segreto delle piramidi (Charlie Chan in Egypt), regia di Louis King (1935)
- Hot Tip, regia di James Gleason e Ray McCarey (1935)
- Il battello pazzo (Steamboat Round the Bend), regia di John Ford (1935)
- The Virginia Judge, regia di Edward Sedgwick (1935)
- 36 Hours to Kill, regia di Eugene Forde (1936)
- La reginetta dei monelli (Dimples), regia di William A. Seiter (1936)
- La signora della quinta strada (On the Avenue), regia di Roy Del Ruth (1937)
- L'amore è novità (Love Is News), regia di Tay Garnett (1937)
- Baci sotto zero (Fifty Roads to Town), regia di Norman Taurog (1937)
- His Exciting Night, regia di Gus Meins (1938)
- Zenobia, regia di Gordon Douglas (1939)
- Moo Cow Boogie, regia di Josef Berne - cortometraggio (1943)
- Big Timers, regia di Bud Pollard - cortometraggio (1945)
- Baby Don't Go Away from Me, regia di William Forest Crouch - cortometraggio (1946)
- Swingtime Jamboree, regia di William Forest Crouch (1946)
- Broadway and Main, regia di William Forest Crouch - cortometraggio (1946)
- I Ain't Gonna Open That Door, regia di William Forest Crouch - cortometraggio (1947)
- Miracle in Harlem, regia di Jack Kemp (1948)
- Harlem Follies of 1949 (1950)
- Là dove scende il fiume (Bend of the River), regia di Anthony Mann (1952)
- Il sole splende alto (The Sun Shines Bright), regia di John Ford (1953)
- Elezione a Baltimora (Amazing Grace), regia di Stan Lathan (1974)
- Won Ton Ton, il cane che salvò Hollywood (Won Ton Ton: The Dog Who Saved Hollywood), regia di Michael Winner (1976)

### Televisione
- Cutter, regia di Richard Irving - film TV (1972)